# ボビン・ヘッド

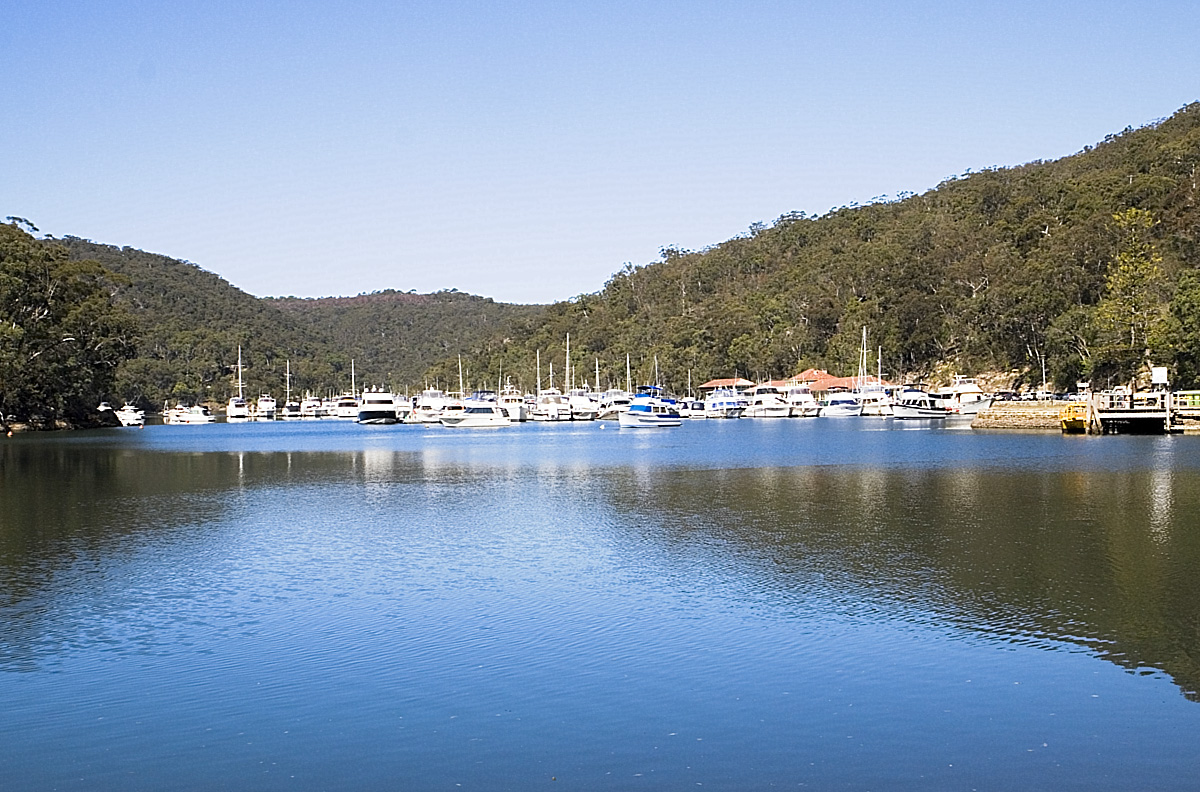
ボビン・ヘッドの景色

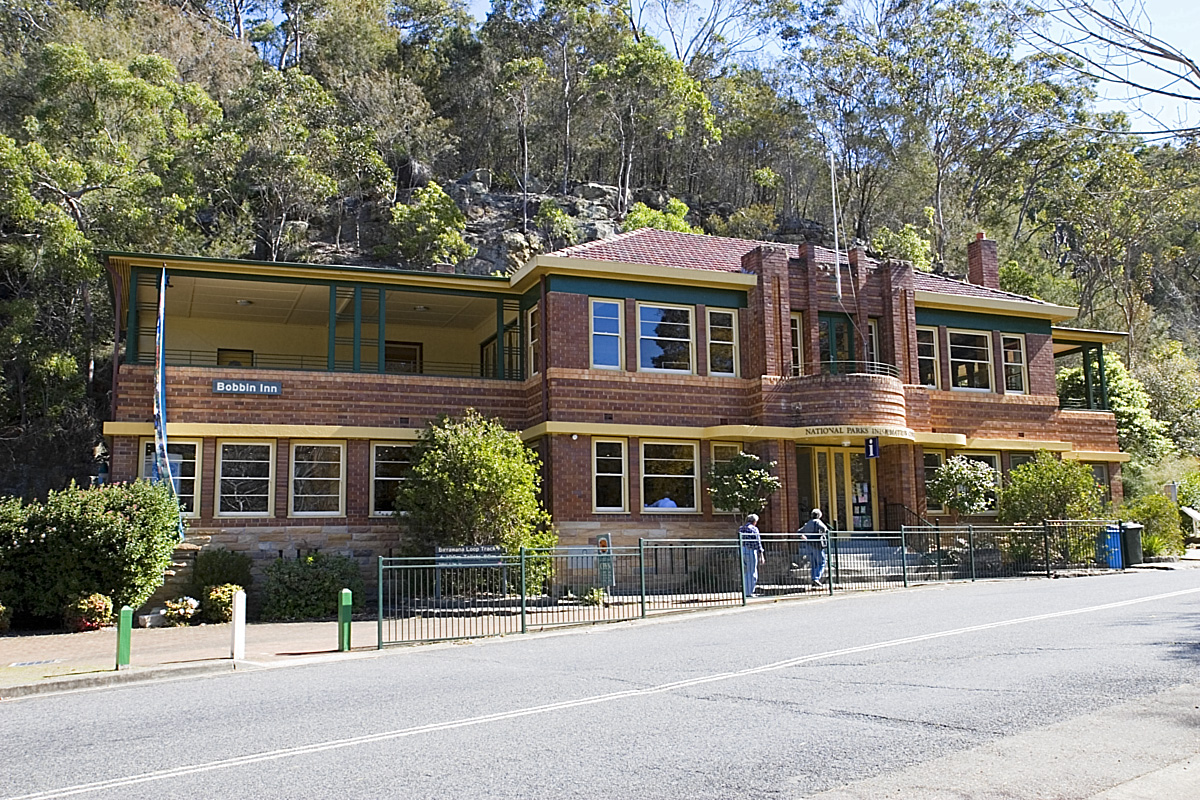
宿屋

ボビン・ヘッド（英: Bobbin Head）はオーストラリアニューサウスウェールズ州の郊外、北タラマラのコーワン湾にある場所である。ボビン・ヘッドはクーリンガイチェイス国立公園の近郊地域に存在しており、北タラマラを通るボビン・ヘッド道路かコラー山近くのホーンスビーを通るクーリンガイチェイス道路からボビン・ヘッドへ簡単に行く事が出来る。
ボビン・ヘッドにはマリーナやピクニック場（ガスバーベキュー設置あり）がある。マリーナにはキオスクがあり、また小型ボートを借りる事が出来る。この地域には、多くの小道や歩道もある。また、アボリジニの彫刻がブッシュウォーキング·トレイルの一部に沿って存在しており観察する事も可能である。その他、地域の歴史の年代記があるマリーナ内側のウォーターフロントに沿っていろいろな発見ができるコースもある。